# Deatsville
Deatsville és una població dels Estats Units a l'estat d'Alabama. Segons el cens del 2000 tenia 340 habitants.

## Demografia
Segons el cens del 2000, Deatsville tenia 340 habitants, 130 habitatges, i 101 famílies. La densitat de població era de 28,2 habitants/km².
Dels 130 habitatges en un 33,8% hi vivien nens de menys de 18 anys, en un 70% hi vivien parelles casades, en un 3,8% dones solteres, i en un 22,3% no eren unitats familiars. En el 18,5% dels habitatges hi vivien persones soles el 10% de les quals corresponia a persones de 65 anys o més que vivien soles. El nombre mitjà de persones vivint en cada habitatge era de 2,62 i el nombre mitjà de persones que vivien en cada família era de 2,99.
Per edats la població es repartia de la següent manera: un 24,4% tenia menys de 18 anys, un 6,8% entre 18 i 24, un 29,1% entre 25 i 44, un 25,9% de 45 a 60 i un 13,8% 65 anys o més.
L'edat mediana era de 40 anys. Per cada 100 dones hi havia 104,8 homes. Per cada 100 dones de 18 o més anys hi havia 110,7 homes.
La renda mediana per habitatge era de 40.938 $ i la renda mediana per família de 48.295 $. Els homes tenien una renda mediana de 31.000 $ mentre que les dones 21.875 $. La renda per capita de la població era de 16.409 $. Cap de les famílies i el 0,9% de la població estaven per davall del llindar de pobresa.

## Poblacions més properes
El següent diagrama mostra les poblacions més properes.